# Огульці (станція)
Огульці імені Олександра Пучка — проміжна залізнична станція стикування 4-го класу Сумської дирекції Південної залізниці. Розташована за 2 км від села Шарівка та 5 км від однойменного села. Названа на честь колишнього начальника Південної залізниці Олександра Пучка.

## Історія
Станція Огульці відкрита 15 червня 1871 року, під час введення в експлуатацію залізничної лінії Харків — Полтава. 1878 року збудоване перше муроване двоповерхове приміщення станції, яке було вщент зруйноване під час Другої світової війни. У повоєнні часи будівля станції була відбудована у вигляді одноповерхової цегляної споруди. 1957 року зведене нове приміщення, реконструйоване у 1996 році. 
Сучасний вокзальний комплекс на станції був збудований із завершенням електрифікації напрямку Харків — Київ та введено в експлуатацію 20 вересня 2007 року.

## Технічні характеристики
За характером та обсягом виконаних робіт станція Огульці імені Олександра Пучка — проміжна і належить до 4-го класу. До неї примикає одна під'їзна колія УМШБ-2 (управління механізації шляхового будівництва). За добу через станцію прямують 70 пар вантажних та пасажирських поїздів, також вона приймає та відправляє 17 пар приміських електропоїздів. Огульці є станцією стикування контактної мережі постійного та змінного струму.
У 2007 році, за прикладом лінії Основа — Куп'янськ-Вузловий, був електрифікований Полтавський напрямок, в ході якої Огульці набула статусу станції стикування, і а полігон використання ВЛ82м значно розширився. При цьому Огульці — дзеркальне відображення станції Гракове — вся станція під змінним струмом, а для постійного струму відведена лише одна тупикова колія, на яку прибувають і вирушають електропоїзди постійного струму.
З кінця 2014 року по 9 грудня 2017 року частина поїздів по станції Огульці здійснювали зміну локомотивів різних родів струму, але з урахуванням відсутності шляхів з перемикаємим роду струму, незмінним супутником даних маніпуляцій стали ЧМЕ3. З 10 грудня 2017 року на цей хід виходять лише ВЛ82м, в. т. ч. обслуговуються бригадами ТЧ-2 Харків-Головне. Також через станцію можуть безперешкодно пройти двосистемні електропоїзди Інтерсіті+, такі як HRCS2 Hyndai Rotem, ЕКр1 «Тарпан»  і Škoda Vagonka EJ 675.

## Економічні показники
Станом на 2010 рік було вивантажено вагонів на 161 % до плану, виручка у приміському сполученні склала 111 %, а у пасажирському — 109 % до встановленого завдання. На станції працює 12 осіб.